# Fuerza de Defensa Aérea de Kazajistán
La Fuerza de Defensa Aérea de Kazajistán (en kazajo: Қазақстан Әуе қорғаныс күштері, en ruso: Қазақстан Республикасы әуе қорғаныс күштері) es la rama de la aviación militar de las Fuerzas Armadas de Kazajistán. Sus tareas incluyen el aseguramiento de la protección del espacio aéreo de la república así como el cumplimiento de misiones de combate para el apoyo aéreo de otras ramas de las fuerzas armadas. El feriado oficial de las fuerzas aéreas es el Día de la Aviación el 18 de agosto.
El Instituto Militar Talgat Bigeldinov de las Fuerzas de Defensa Aérea sirve como el único servicio educativo de la fuerza aérea, con cadetes entrenados en países extranjeros, incluidos Hungría, Kirguistán y Afganistán.

## Historia

### Época soviética
En la primera formación del Distrito Militar de Asia Central, operaba una rama de distrito de la Fuerza Aérea Soviética dirigida por el mayor general M.P. Jaritonov. Operó entre principios y mediados de la década de 1940, durante la Segunda Guerra Mundial y básicamente consistía en brigadas aéreas basadas en el territorio de la RSS de Kazajistán.
El Distrito Militar de Asia Central se restableció en 1969 en relación con el aumento de la hostilidad entre la URSS y la República Popular de China, al dividir los territorios de la RSS de Kazajistán, la RSS de Kirguistán y la RSS de Tayikistán del Distrito Militar de Turkestán. El 73.° Ejército Aéreo brindó todo el apoyo aéreo para el distrito, conocido como las Fuerzas Aéreas del Distrito Militar de Asia Central de 1980 a 1988. Los 12.° y 14.° Ejércitos de Defensa Aérea también proporcionaron defensa aérea en la zona.
En 1989, el distrito militar se disolvió y se fusionó nuevamente con el distrito militar de Turkestán. Esto condujo a la fusión del 73.º Ejército Aéreo en el 49.º Ejército Aéreo de TurkMD. El nuevo ejército aéreo heredó el cuartel general del 49, pero tomó la designación del 73, por lo que mientras las unidades de la fuerza aérea estaban nominalmente todavía subordinadas al 73 AA, este no era el del CAMD con su cuartel general en Almaty, sino otra formación con sede en Taskent.

### Después de la independencia
En el momento de la declaración de la independencia de Kazajistán y la disolución de la Unión Soviética, la 24.ª División de Aviación de Cazabombardeo, así como otros tres regimientos aéreos independientes, estaban estacionados en el país. El 7 de mayo de 1992 se celebró una reunión en Almaty entre representantes gubernamentales de Rusia y Kazaijstán y se llegó a un acuerdo para la transferencia de todas las unidades y formaciones del Distrito Militar de Turkestán en territorio kazajo del TurkMD a la autoridad de Kazajistán. El mismo día, el presidente Nursultan Nazarbayev firmó un decreto para la transformación del Comité Estatal de Defensa de la República de Kazajistán en el Ministerio de Defensa y para la creación de las Fuerzas Armadas de Kazajistán

### Creación de la Fuerza de Defensa Aérea de Kazajistán
El 17 de noviembre de 1997, el presidente Nursultán Nazarbáyev emitió un decreto titulado «Sobre nuevas medidas para reformar las fuerzas armadas de la República de Kazajistán». Según las instrucciones de este decreto, el 1 de abril de 1998, el ministro de Defensa de entonces Sagadat Nurmagambetov, anunció la creación de las Fuerzas de Defensa Aérea de las Fuerzas Armadas, siendo el primer día de operaciones el 1 de junio de 1998. El 17 de abril de 2008, el Comandante en Jefeː El Jefe de las Fuerzas de Defensa Aérea anunció que el 18 de agosto se celebraría como el «Día de la Aviación».
En noviembre de 2007, Kazajistán firmó un acuerdo con Bielorrusia, en virtud del cual se modernizaron diez cazas Su-27 de fabricación soviética en una planta de reparación de aeronaves en Baránavichi, designada para las Fuerzas de Defensa Aérea de Kazajistán. En 2008, la empresa aeronautica EADS firmó varios acuerdos de abastecimiento de titanio con proveedores kazajos. El 28 de octubre de 2010, Eurocopter creó una empresa conjunta 50/50 con Kazakhstan Engineering, en virtud de la cual se ensamblarían localmente cuarenta y cinco Eurocopter EC145 para uso gubernamental. El primero de los seis EC145 encargados por los Ministerios de Defensa y Emergencias de Kazajistán se entregó en noviembre de 2011.
A principios de enero de 2012, Airbus Military y la empresa estatal de defensa Kazspecexport firmaron un contrato para entregar dos aviones de transporte militar EADS CASA C-295 y un Memorando de Entendimiento para la compra de otros seis aviones, que debían entregarse en el transcurso del año siguiente. En mayo de 2012, Kazajistán anunció su intención de adquirir veinte helicópteros Eurocopter EC725 que iban a ser ensamblados en Astaná por funcionarios de Kazakhstan Engineering y equipados por la empresa turca Aselsan.

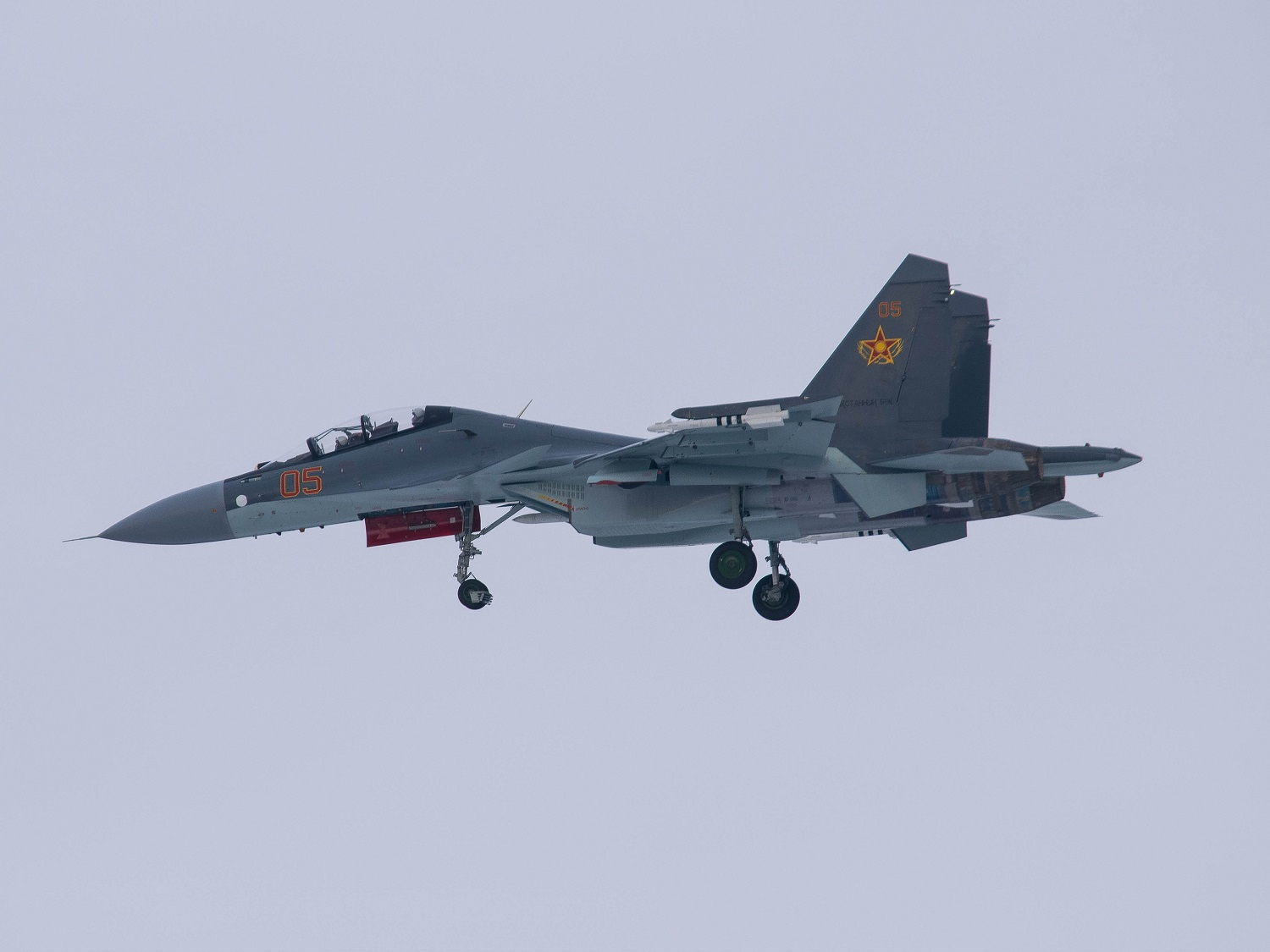
Caza Sukhoi Su-30SM kazajo durante las maniobras Irkutsk-2

En febrero de 2015, el comandante de las Fuerzas de Defensa Aérea de Kazajistán, el mayor general Nurlan Ormanbetov, anunció que Kazajistán adquiriría cazas Sukhoi Su-30SM, cuyo papel sería el de complemento a la flota de aeronaves heredadas de la era soviética. Kazajistán ordenó un total de 24 cazas Su-30SM bajo tres contratos. Recibió los primeros cuatro Su-30SM bajo el primer contrato por valor de 5000 millones de rublos en abril de 2015. Firmó un segundo contrato por ocho aviones en diciembre de 2015. Los dos primeros aviones del segundo pedido se entregaron en diciembre de 2016 y otros dos en diciembre de 2017. El tercer pedido de doce aviones más se aprobó en agosto de 2017 y se ordenaron ocho aviones en mayo de 2018. Los últimos cuatro aviones del segundo contrato se entregaron en diciembre de 2018. Por lo tanto, tenía doce Su-30SM en servicio en diciembre de 2018.

## Comandantes
- Mujamedzhan Ibraev (1996 - 2000)[24]
- Kopen Ajmadiev (2001 - 2007)[25]
- Alexander Sorokin (17 de septiembre de 2007 - 27 de junio de 2013)[26]
- Nurlan Ormanbetov (27 de junio de 2013 - 2 de octubre de 2017)
- Nurlan Karbenov (2 de octubre de 2017 - 16 de marzo de 2020)[27][28]
- Nurlan Ormanbetov (desde el 16 de marzo de 2020)[29]

## Equipamiento

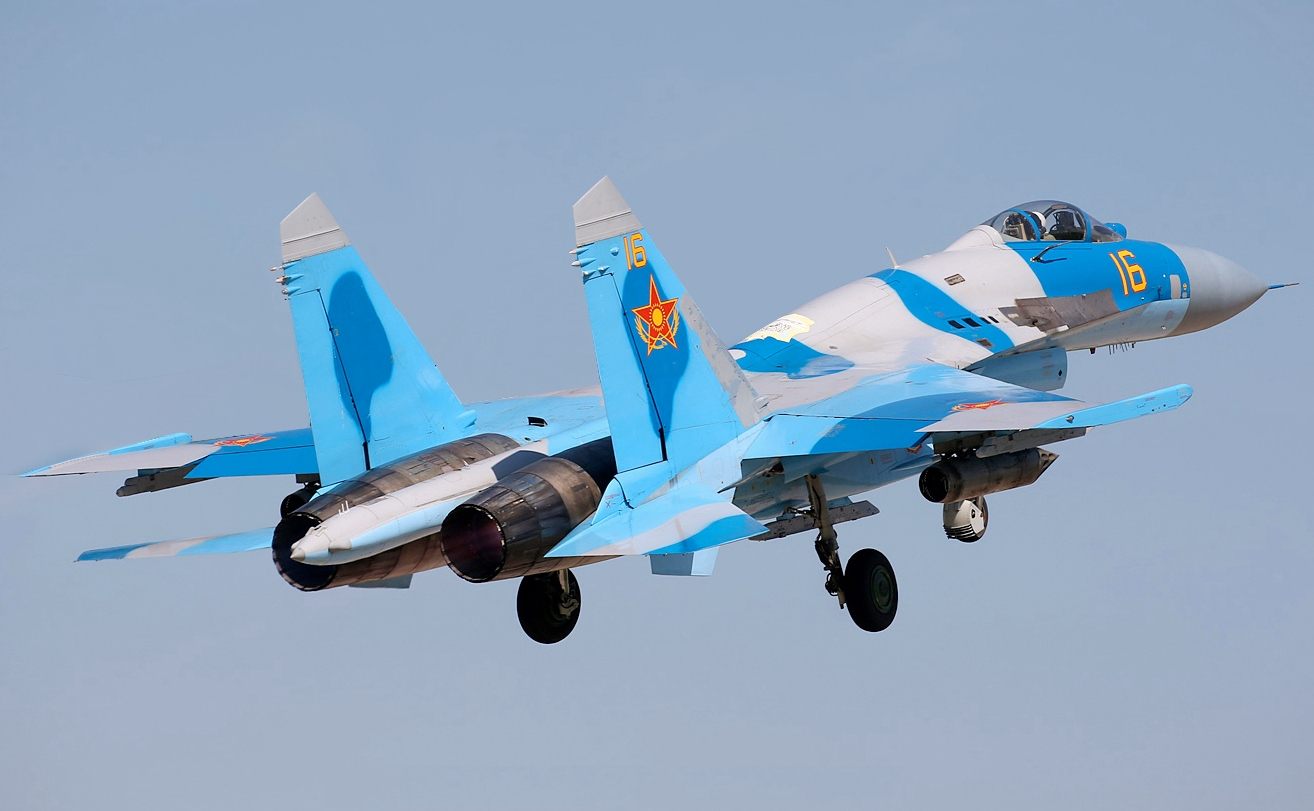
Un caza Sukhoi Su-27 despegando

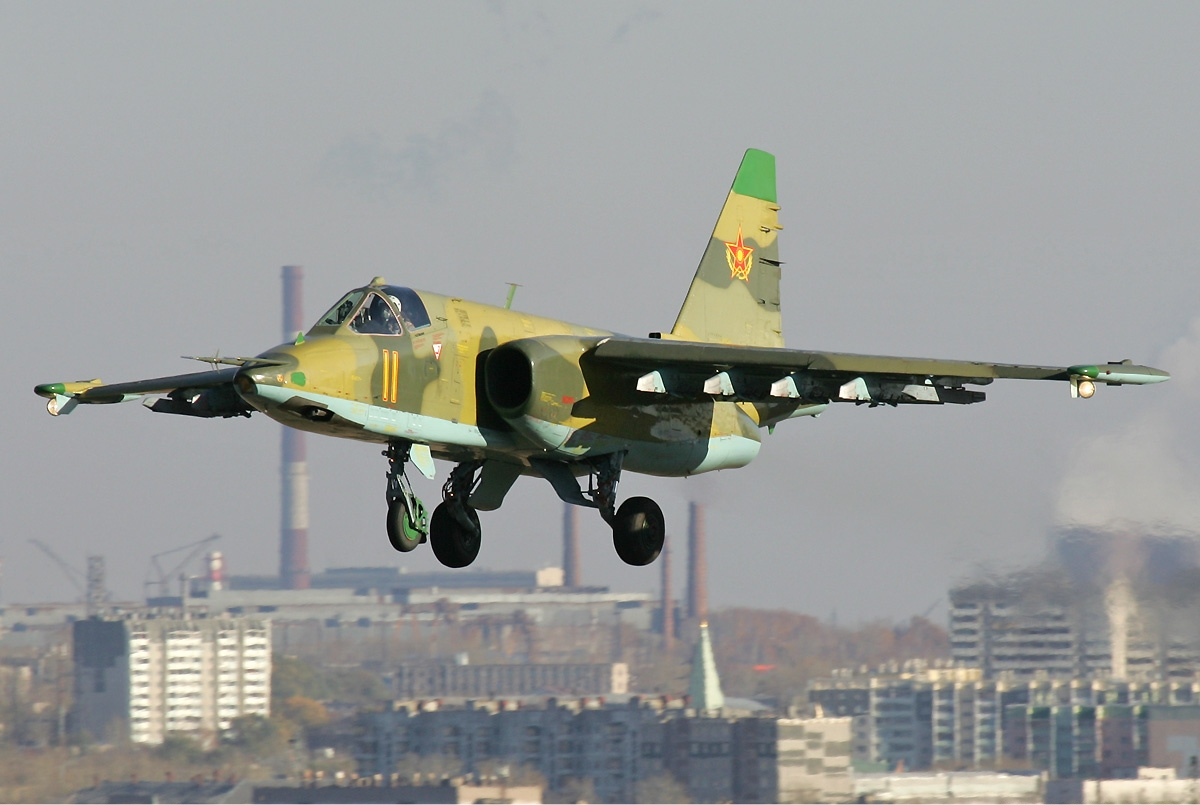
Un Su-25 kazajo

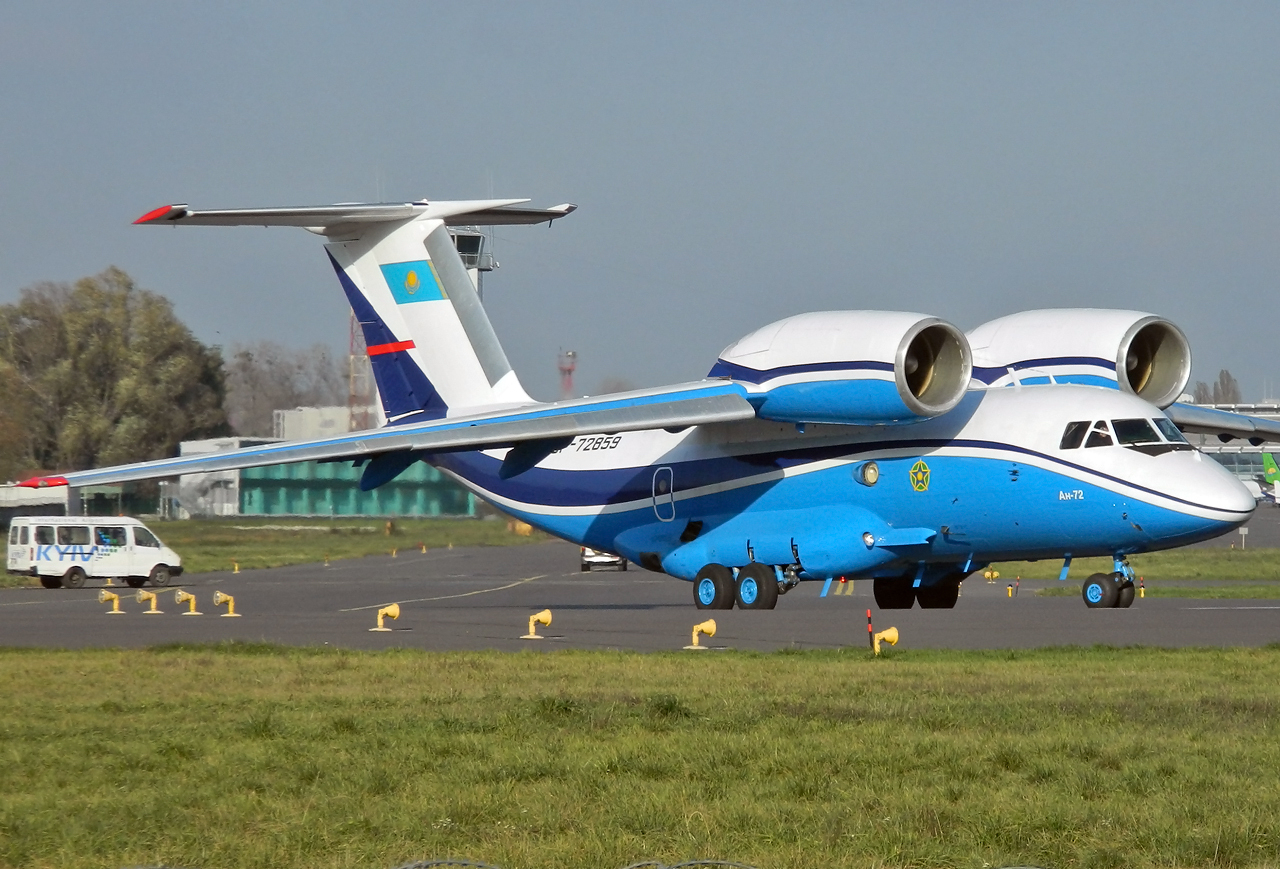
Un Antonov An-72 de la Fuerza Aérea de Kazajistán

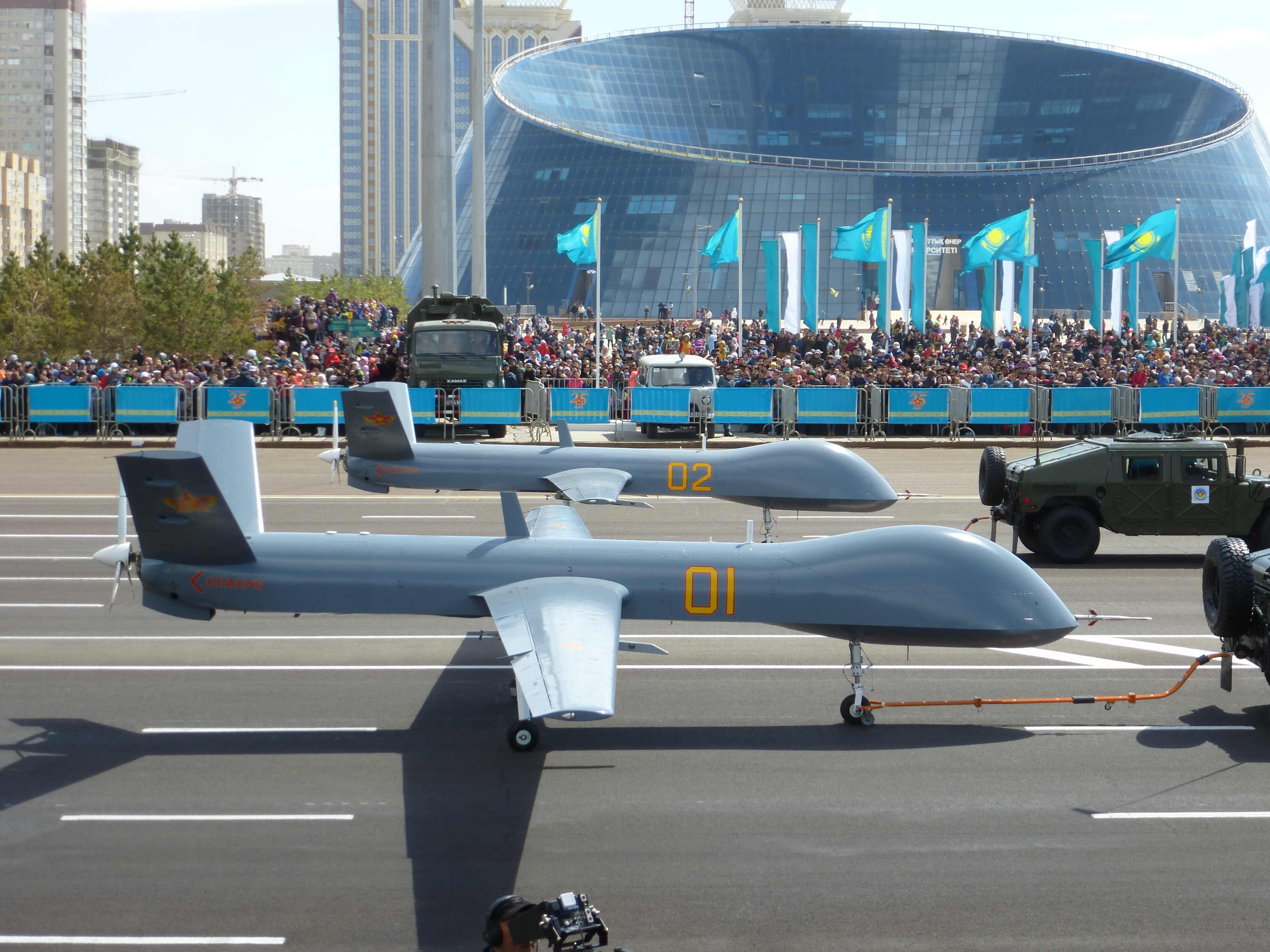
Varios CAIG Wing Loong de la Fuerza Aérea de Kazajistán durante un desfile del Día del Defensor de la Patria en la Plaza de la Independencia en Nursultán

| Aeronave         | Origen          | Tipo                | Variante | Número  | Notas                                                |
| Combate          | Combate         | Combate             | Combate  | Combate | Combate                                              |
| ---------------- | --------------- | ------------------- | -------- | ------- | ---------------------------------------------------- |
| MiG-23           | Unión Soviética | Caza                |          | 3       |                                                      |
| MiG-27           | Unión Soviética | Cazabombardero      |          | 12      |                                                      |
| MiG-29           | Unión Soviética | Polivalente         |          | 23      | 2 proporcionan formación de conversión               |
| MiG-31           | Unión Soviética | Interceptor         |          | 20      |                                                      |
| Su-24            | Unión Soviética | Cazabombardero      |          | 13      |                                                      |
| Su-25            | Unión Soviética | Ataque              |          | 14      |                                                      |
| Su-27 / Su-30    | Rusia           | Caza                |          | 37      | 5 ordenados - 4 proporcionan formación de conversión |
| Transporte       |                 |                     |          |         |                                                      |
| Boeing 757       | Estados Unidos  | Transporte vip      | 757-200  | 1       |                                                      |
| Airbus A400M     | España          | Transporte pesado   |          |         | 2 ordenados                                          |
| CASA C-295       | España          | Transporte          | C-295M   | 8       |                                                      |
| Antonov An-12    | Ucrania         | Transporte pesado   |          | 1       |                                                      |
| Antonov An-26    | Ucrania         | Transporte          |          | 7       |                                                      |
| Antonov An-72    | Ucrania         | Transporte pesado   |          | 2       | con capacidad STOL – uno es un An-74                 |
| Helicópteros     |                 |                     |          |         |                                                      |
| Bell UH-1        | Estados Unidos  | Utilitario          | UH-1H    | 1       |                                                      |
| Mil Mi-17        | Rusia           | Utilitario          |          | 49      |                                                      |
| Mil Mi-24        | Rusia           | Ataque              |          | 22      | 4 ordenados                                          |
| Mil Mi-26        | Rusia           | Transporte pesado   |          | 2       |                                                      |
| Eurocopter EC145 | Francia         | Utilitario          |          | 1       |                                                      |
| Entrenamiento    |                 |                     |          |         |                                                      |
| Aero L-39        | Checoslovaquia  | Entrenador avanzado |          | 18      |                                                      |
| Zlín Z 42        | Checoslovaquia  | Entrenador básico   | Z 242L   | 1       |                                                      |
| UAV              |                 |                     |          |         |                                                      |
| CAIG Wing Loong  | China           | MALE UCAV           |          | 3       |                                                      |
| TAI Anka         | Turquía         | UCAV                |          | 3       |                                                      |

## Estructura
La composición general de la Fuerza de Defensa Aérea de Kazajistán es la siguiente:
- Aviación Militar
- Fuerzas de Defensa Aérea
- Centro de Entrenamiento de Paracaidismo
- Centro de Control de Tráfico Aéreo

Actualmente, la Fuerza de Defensa Aérea de Kazajistán tiene cuatro bases operativas:
- 600.º Base Aérea de Guardias (Zhetigen, Nikolayevka, Almaty)[38]
- 602.º Base Aérea (Shymkent)
- 604.º Base Aérea (Taldykorgan Airport)
- 610.º Base Aérea (Sary-Arka Airport, Karaganda)